# Bergkramer
Bergkramer ist ein Gemeindeteil von Münsing im oberbayerischen Landkreis Bad Tölz-Wolfratshausen. Die Einöde Bergkramer liegt östlich von Münsing an der Bundesstraße 11. 